# Tat (Einheit)
Tat war ein kleines Längenmaß im vietnamesischen Annam und eine äthiopische Längeneinheit in Abessinien.
- Annam: 1 Tat = 4,88 Zentimeter
- Abessinien: 1 Tat = 2,5 Zentimeter

Beachte: Tat ist nicht mit dem Maß That identisch.